# ハイケ・スプリングハルト
ハイケ・スプリングハルト（ドイツ語:  Heike Springhart 、1975年2月21日 - )は ドイツ・バーゼル出身の福音主義教会牧師、福音主義神学者 (組織神学)。2022年、バーデン福音主義州教会監督に就任した。

## 経歴
ハイケ・スプリングハルトはバーデン＝ヴュルテンベルク州フライブルク行政管区に属するシェーナウ・イム・シュヴァルツヴァルトにあるギムナジウムに進学し、アビトゥーア試験に1994年に合格した。その後、ヴッパータール・ベーテル神学大学、ライプツィヒ大学、バーゼル大学、ハイデルベルク大学で福音主義神学を学んだ。2002年、バーデン福音主義州教会の第1次神学試験を受けた。2003年からハイデルベルク大学神学部で博士号取得のための研究を始めた。ワシントンD.C.にあるアメリカ国立公文書記録管理局とドイツ史研究所でも研究をおこなった。博士学位請求論文『新たな目的に向かっての出発－1945年以降の西独民主化と再教育における宗教と教会の貢献』Aufbrüche zu neuen Ufern: der Beitrag von Religion und Kirche für Demokratisierung und Reeducation im Westen Deutschlands nach 1945.によって、2007年、神学博士号がハイデルベルク大学神学部から授与された。
2006年、ライン＝ネッカー郡 ロプバッハのヴァルトヴィンマースバッハ地区とローベンフェルト地区にある教会共同体で、牧師見習いを始め、2008年に牧師に任職。2008年から2010年までロプバッハと隣接するシェーンブルン地区にある教会共同体とローベンフェルト・クロスター教会に設置された宣教センターで牧師補として働いた。
2008年から2013年まで、ハイデルベルク大学神学部組織神学講座（ミヒャエル・ウェルカー教授）の学術助手を務めた。2010年、ハイデルベルクにある神学寮の研究指導主事に就任。2013/14年、カール・シュレヒト財団から奨学金を得て神学専攻大学院であるシカゴ大学ディビニティスクールに研究滞在。2015年、ハイケ・スプリングハルトは組織神学の非常勤講師に就いた。その間に、生活向上をテーマにした国際的研究プロジェクトに加わった。2016年、ハイケ・スプリングハルトの大学教授資格論文『傷つきやすい人間  現実的人間学の限界としての死と有限性』Der verwundbare Mensch: Sterben, Tod und Endlichkeit im Horizont einer realistischen Anthropologieが老舗モール・ジーベック社から出版された。ルール大学ボーフムで1年間代理講師を務めた後、2017年、チューリッヒ大学神学部組織神学講座から委託を受け教育研究活動をおこなった。2018年から2020年まで、マンハイムにあるコンコルディエン教会、プフォルツハイムにあるヨハネス教会共同体で牧師を務めながら、ハイデルベルク神学寮において研究指導を担当した。2021年、ハイデルベルク大学神学部教授に就任した。
2016年以降、ハイケ・スプリングハルトはドイツ福音主義教会 (EKD) 神学顧問委員会メンバーであり、2021年12月17日には、バーデン福音主義州教会監督に選出された。監督選出選挙における彼女の対抗候補はヘッセン＝ナッサウ福音主義教会ヴィースバーデン教区長マルティン・メンケであった。スプリングハルトは第3回投票で当選に必要な３分の2に達し、州教会監督に選出された。ハイケ・スプリングハルトはバーデン州教会の歴史において、初めての女性監督であり、ヨッヘン・コルネリウス＝ブントシューの後任として、州教会監督に就任した。州教会監督就任式は2022年 4月10日（枝の主日）に、カールスルーエ・シュタット教会でおこなわれた。

## 主要研究分野
組織神学者として、ハイケ・スプリングハルトは宗教における社会的転換プロセス、教会論とカール・バルトに取り組んでいる。組織神学と実践神学の関係も重点研究分野になっている。

## 主要著作
- Aufbrüche zu neuen Ufern: der Beitrag von Religion und Kirche für Demokratisierung und Reeducation im Westen Deutschlands nach 1945. EVA, Leipzig 2008.
- Der verwundbare Mensch: Sterben, Tod und Endlichkeit im Horizont einer realistischen Anthropologie. Mohr Siebeck, Tübingen 2016.
- „... wie auch wir vergeben unseren Schuldigern...“? Zu einer theologischen Lehre von der Vergebung. In: Evangelische Theologie 76/2 (2016), S. 111–121.
- Wer redet, wenn „die Kirche“ redet? Über frommes Schweigen, unfrommes Dauerreden und wohlfeile Kirchenkritik. In: Zeitzeichen 21/8 (2020), S. 8–11.
- Gottesdienstliches digitales Neuland in Zeiten der Pandemie: ein Erfahrungsbericht in theologischer Absicht. In: Evangelische Theologie 81/2 (2021), S. 124–135.